# Elizabeth Anne Allen
Elizabeth Anne Allen (ur. 18 listopada 1970 w Nowym Jorku, USA) – amerykańska aktorka.

## Filmografia
- Illegal in Blue (1995) jako Laurie
- Timemaster (1995) jako 16 letnia Veronica
- Nieme kłamstwa (1996, Silent Lies) jako Shelly Saltemeir
- Buffy: Postrach wampirów (1997-2003, Buffy the Vampire Slayer) jako Amy
- Green Sails (2000) jako Carri
- Magia sukcesu (2000, Bull) jako Pam Boyd
- The Tower of Babble (2002) jako Lead
- Bill the Intern (2003) jako Kat